# Octobre 1991

## Événements
- 4 octobre : accord sur le protocole de Madrid sur la protection de l'environnement concernant l'Antarctique.
- 5 octobre : publication du premier noyau Linux par Linus Torvalds. Accident d'un C-130 de l'armée de l'air indonésienne
- 11 octobre : suppression du KGB.
- 16 octobre : fusillade du Luby's au Texas.
- 22 octobre : la CEE et l'AELE signent le traité créant l'Espace économique européen.
- 23 octobre : retour du prince Norodom Sihanouk au Cambodge après un exil de 12 ans.
- 27 octobre : indépendance du Turkménistan.
- 29 octobre (Formule 1) : Grand Prix automobile du Japon.
- 30 octobre : conférence de paix israélo-arabe à Madrid.

## Naissances
- 1er octobre : « Juan del Álamo » (Jonathan Sánchez Peix), matador espagnol.
- 2 octobre : Jean Joseph Parfait, artiste musicien, compositeur et arrangeur burundais.
- 3 octobre :
  - Aki Takajō (高城亜樹), chanteuse japonaise.
  - Adam Plutko, joueur de baseball américain.
- 7 octobre : Lay (Zhāng Yìxīng, 張藝興), chanteur, danseur, acteur et mannequin chinois, membre du boys band sud-coréo-chinois EXO.
- 15 octobre : Sayaka Nakaya, chanteuse japonaise.
- 10 octobre : Gabriella Cilmi, chanteuse australienne.
- 11 octobre :
  - Julien Bourdon, joueur français de volley-ball.
  - Giuseppe De Luca, footballeur italien.
  - Andy Halliday, footballeur écossais.
  - Iman Jamali, handballeur iranien.
  - Kane Ritchotte, acteur américain.
  - Paulina Szpak, joueuse de volley-ball polonaise.
  - Wei Yongli, athlète chinoise, spécialiste du sprint.
- 12 octobre : Michael Carter-Williams, basketteur américain.
- 13 octobre : Diego Domínguez Llort, acteur, chanteur espagnol.
- 17 octobre : Agathe Auproux, journaliste et chroniqueuse de télévision française.
- 18 octobre : Tyler Posey, acteur américain.
- 22 octobre : Aïssa Mandi, footballeur algérien.
- 23 octobre : Mako d'Akishino, petite-fille de l'empereur Akihito.
- 26 octobre : Exaucé Ngambili Ibam, homme politique Congolais.
- 27 octobre : Nahamie Sambou, lutteuse sénégalaise.

## Décès
- 7 octobre : Jorge Ángel Livraga Rizzi, fondateur argentin de la Nouvelle Acropole (° 3 septembre 1930).
- 14 octobre : Walter M. Elsasser, physicien allemand (° 20 mars 1904).
- 19 octobre : Jean Leppien, peintre d'origine allemande (° 8 avril 1910).